# تایسور
تایسور (نام علمی: Thaisaurus) نام یک سرده از رده خزندگان است.